# Шарчевић
Шарчевић је презиме које се налази у Србији, Босни и Херцеговини и Хрватској. Познати људи са овим презименом су:
- Бојан Шарчевић (1974), босанско-француски визуелни уметник
- Игор Шарчевић (1984), српски десетобојац и боб
- Јован Шарчевић (1966–2015), српски фудбалер
- Младен Шарчевић (1957), српски политичар
- Никола Шарчевић (1974), шведски панк рок музичар